# Gephyroberyx
Gephyroberyx – rodzaj ryb z rodziny gardłoszowatych.

## Klasyfikacja
Gatunki zaliczane do tego rodzaju:

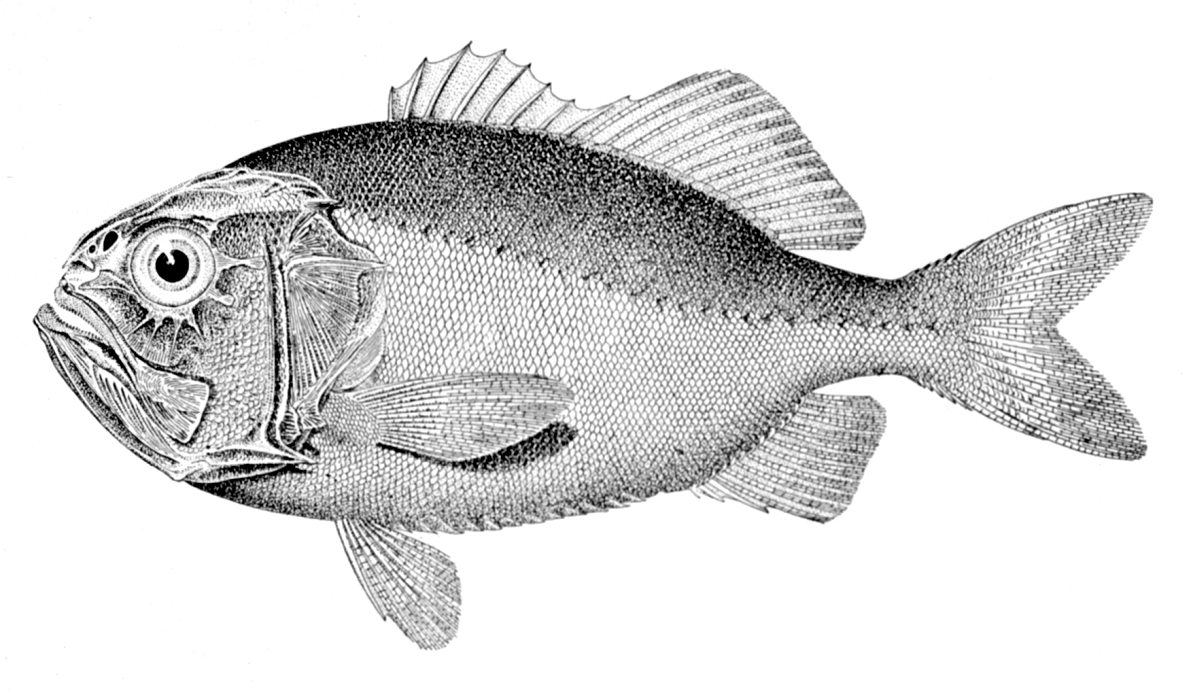
Gephyroberyx darwinii
- Gephyroberyx japonicus

- Gephyroberyx darwinii